# 西垣内江春

西垣内 江春（にしがいと こうしゅん）は、日本の書家である。
1950年8月７日東京都台東区谷中初音町に生まれ育つ。
下町情緒たっぷりの谷中で育ち、母と散歩した谷中の桜並木と桜の花びらのネックレス。美しく聳える五重塔が幼少の頃の心風景として強く残り、五重塔の作品は料紙から手作りするほど想いを込めている。
書道界に革命を起こした町春草（なにはづ書芸会）に憧れ師事し、師のモットーである読める現代書を学ぶ。
現代書家
八月書芸社主宰
町春草亡き後、モナコの展覧会場にて春草と共同制作していたTESSAROLOと出会い、春草を彷彿とさせる書であると懐かしがられ共同制作へと発展する。
その後、多くのアーティスト達からの要請で絵と書の共同制作、展覧会開催、出展。殆どの年月をフランスで過ごす。

## 経歴
天王寺の五重塔の美しさを子供心に愛で、今もその美しさを心に留めたまま幸田露伴の五重塔を題材として作品に表している。
江春が特に興味を持ち、書に強い影響を反映させているのは洞窟壁画で、ヨーロッパ、アジア、アフリカ、オセアニアと世界中の洞窟壁画を訪ねている。初めて洞窟壁画と出会ったのはスペインのエル カスティーヨの洞窟群で、シンプルでいて強い印象を与える3万年以上も前に描かれた壁画の持つエネルギーから、作品制作が出来なくなるほどの衝撃を受けた。その後、書家として壁画を「書」で表現しようと決意し、壁画の持つエネルギーを「作品」に取り込み描き続けている。そして日本においては、縄文文化が、3万年も前に洞窟壁画を描いた人々と同じ精神を持続していることを知り、平和で高度な文化生活を一万年も続けた縄文を強く意識した。
「日本の文字の始まりは、縄文土器や土偶に記されている文様や記号なのではないでしょうか」
縄文時代の遺跡から、たくさんの縄文土器や土偶などの遺物が出土しています。それらに記されている絵や記号は地域によって形に特徴が表れ文様も様々ですが、それは今の家紋に似て、その地域の特徴を色濃く反映させていると考えられます。その文様の中にはどこの誰々かが示されたり、又はそれらの人の願い事、何のためのものか等々が記されているのではないでしょうか。「書」の初文、その実態は「者」です。者とは祝壽の器を土中に埋め、その上を小枝や土で蓋う形で土垣の中に封じることです。
この祝壽の器中に置かれた呪符の文を書といいます。（白川静・字統参照）呪符の文もまた、誰かが何かの目的を持って願い事をしるしたものです。縄文の文様と似ています。縄文時代において漢字や仮名の発見はされていません。しかし、縄文住居において、入り口付近の土中に亡くなった赤子を土器に入れ埋めていました。これは「書」を入れた器を土の中に埋めた「書」の源の形とそっくり似ているのではないでしょうか。縄文と書、一見なんの繋がりもないように見えますが「書」の源をたどっていくと、縄文に結びついているように思われるのです。
『「書」の原点は縄文にあり
あらゆるものの死と再生と祈りの素ー土。
縄文を成すつちから生まれた縄文の土器。
縄文の土と文様から「書」への響きが見出されます』　
西垣内江春　Profile集より
その後、東京での最初の個展以来活動拠点をヨーロッパ、特にフランス、モナコ、イタリアの南欧に移した。古代の遺跡や博物館をめぐり、縄文との接点を模索しながら、海外の作家達と新しい試みである「書」と「画」による共同制作を続けている。
毎年、国立機関や市庁舎等で展覧会や書道教室を開催している。
- 元産経国際書会無鑑査会員
- 雪舟国際美術協会委員
- フランスの画家TESSAROLO(2018年1月1日没79歳）氏と出会い画と書の共同制作開始（1999年）
- 中国桂林芸術交流協会名誉会員
- ユネスコ公認国際美術連盟モナコ公国委員会会員
- 映画「断食芸人」タイトル製作
- 映画「いぬむこいり」タイトル製作

## 受賞歴
- 日本エイズ予防財団芸術功労賞
- 毎日新聞社賞
- 雪舟雅賞
- 大阪府知事賞
- Le Salon（Le Salon des artistes français）連続入選（フランス公募展）
- サロン・ドートンヌ入選（2003年・フランス公募）
- 雪舟画頌書画藝術賞
- 名誉市民メダル（ロクブリュヌ＝カップ＝マルタン・フランス）
- 芸術文化勲章 （桂林市・中国）

## 展覧会
- ARCLE International Contemporary Art Fair of（Castilla y León・Salamanca）（スペイン）
- LINEART　出品、（ゲント・ベルギー）
- 個展　西垣内江春『書を奏でる』（銀座・日本）
- ⅡExposition 4×4 HOMENAJE A VIVALDIギャラリーCATARSIS（マドリッド・スペイン）
- Tessaroloと合作展　GALLRIE ART 7（ニース・フランス）
- Internationnal Art Expo（ニューヨーク・アメリカ合衆国）
- FIRE International D'art.Valentiaga（スペイン）
- International ArtExpo（モンテカルロ・モナコ）
- Europ'art（ジュネーブ・スイス）
- 国際縄文学協会主催縄文祭り等で「縄文の森」展開催

## 収蔵・寄贈
- 在シンガポール日本大使館作品収蔵
- 私立大妻高校作品収蔵
- ロクブリュヌ＝カップ＝マルタン市（フランス）式礼の間、壁画収蔵（Tessaroloと共同制作作品）
- 現在、京都の“Accommodation with Shiki”に収蔵、展示